# Taenga (Polinesia Francesa)
Taenga es una comuna asociada de la comuna francesa de Makemo  que está situada en la subdivisión de Islas Tuamotu-Gambier, de la colectividad de ultramar de Polinesia Francesa.

## Composición
La comuna asociada de Taenga abarca los atolones de Nihiru y Taenga:
| Comuna asociada de Taenga |                  |                  |                    |
| Atolones                  | Población (2012) | Superficie (km²) | Densidad (hab/km²) |
| Nihiru                    | 17               | 20               | 1                  |
| Taenga                    | 125              | 6.9              | 18                 |

## Demografía
| Gráfica de evolución demográfica de Taenga entre 1977 y 2012 |
|                                                              |

Fuente: Insee